# Opuntia triacantha
Opuntia triacantha là một loài thực vật có hoa trong họ Cactaceae. Loài này được (Willd.) Sweet mô tả khoa học đầu tiên năm 1826.